# Cardiocrinum
Cardiocrinum es un género de tres o cuatro especies de plantas bulbosas de la familia Liliaceae nativas del Himalaya, China y Japón.  Los bulbos se  forman sobre la superficie del suelo. Habitan en humedales boscosos. Las plantas tienden a ser monocárpicas, muriendo luego de  florecer. 
Están estrechamente relacionadas con el género Lilium y es común nombrarlas por lirio gigante. Difieren de Lilium en varias características, muy notablemente en las hojas acorazonadas (de allí el nombre, del griego kardio para corazón, y krinum para el lirio). 
La especie del Himalaya Cardiocrinum giganteum es la más robusta del género, con más de 35 dm de altura.

## Especies
- Cardiocrinum cathayanum
- Cardiocrinum cordatum
- Cardiocrinum giganteum
- Cardiocrinum yunnanense